# Idiomacromerus eltonicus
Idiomacromerus eltonicus är en stekelart som först beskrevs av Zerova och Seryogina 1997.  Idiomacromerus eltonicus ingår i släktet Idiomacromerus och familjen gallglanssteklar. Inga underarter finns listade i Catalogue of Life.